# Góry Pieprzowe
Góry Pieprzowe este o arie protejată (sit de importanță comunitară — SCI) din Polonia întinsă pe o suprafață de 76,95 ha, integral pe uscat.

## Localizare
Centrul sitului Góry Pieprzowe este situat la coordonatele 50°41′15″N 21°47′05″E / 50.6876°N 21.7848°E.

## Înființare
Situl Góry Pieprzowe a fost declarat sit de importanță comunitară în octombrie 2009 pentru a proteja 3 specii de animale.

## Biodiversitate
Situată în ecoregiunea continentală, aria protejată conține 5 habitate naturale: Lacuri eutrofice naturale cu vegetație de tip Magnopotamion sau Hydrocharition, Pajiști uscate seminaturale și facies de acoperire cu tufișuri pe substraturi calcaroase (Festuco-Brometalia) (* situri importante pentru orhidee), Liziere de ierburi înalte hidrofile de câmpie și de nivel montan până la alpin, Păduri de stejar și carpen Galio-Carpinetum, Păduri aluvionare cu Alnus glutinosa și Fraxinus excelsior (Alno-Padion, Alnion incanae, Salicion albae).
La baza desemnării sitului se află mai multe specii protejate:
- mamifere (2): castor (Castor fiber), vidră de râu (Lutra lutra)
- nevertebrate (1): Osmoderma eremita